# Парение моря

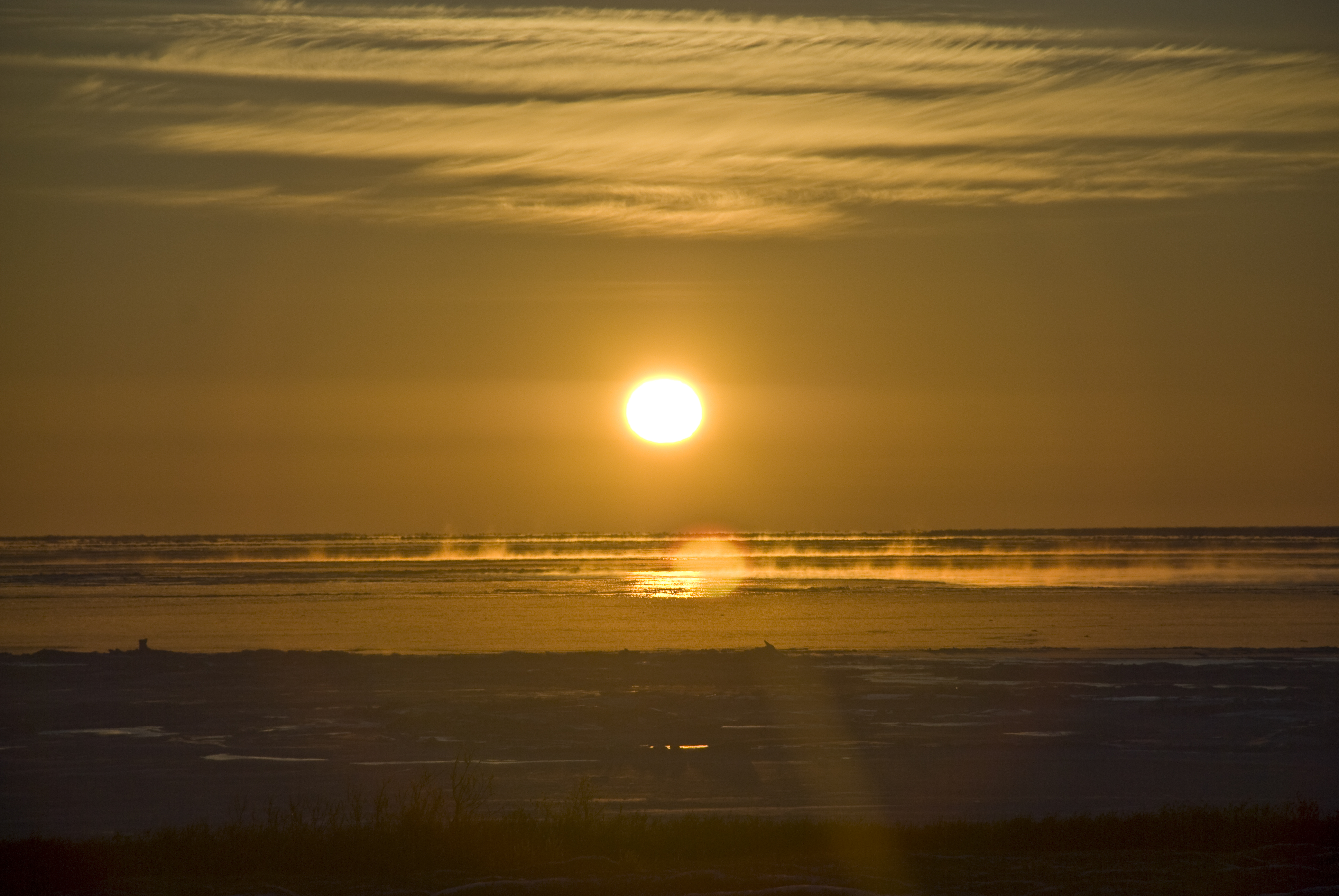
Парение над ледяной поверхностью
(Аляска, 2012 год)

Парение моря или курение — разновидность морских туманообразных испарений, которые возникают при быстрой конденсации тёплого водяного пара в холодном воздухе над полыньями, разводьями или над поверхностью морского льда.
Интенсивность парения сильно варьируется, но, как правило, оно охватывает только тонкий приповерхностный слой воздуха (от 3 до 30 метров над водной гладью).
Парение морской поверхности нередко наблюдается в зимнее время в арктических и антарктических районах, что приводит к обледенению плавсредств и создаёт сложные условия для судовождения. Однако известны случаи его проявления и в низких широтах, например — у берегов Греции и восточнее мыса Гаттерас, в ситуациях вторжения холодных воздушных масс на юг, когда разница температур воды и воздуха достигает 13—25 °C. На европейской территории бывшего СССР парение моря помимо полярных регионов также фиксировалось в Чёрном и Азовском морях.